# Johannes Madel
Johannes Rudolf Eugen „Hans“ Madel (* 19. November 1887 in Dillingen an der Donau; † 9. September 1939 in Błaszki) war ein deutscher Geologe und Professor für Bergbau an der Bergakademie Freiberg.
Madel studierte 1907–1911 in Freiberg bis zum Dipl.-Ing. Seit 1907 war er Mitglied der Burschenschaft Germania Freiberg. 1912–1913 war er dort wissenschaftlicher Assistent für Geologie und Lagerstättenlehre. 1913–1924 arbeitete er in Brad (Siebenbürgen), Konstantinopel, auf der Insel Celebes (heute Sulawesi, zu Indonesien) und ab 1923 wieder in Brad als Betriebsingenieur im Aufbereitungsbetrieb der Rudaer 12 Apostel-Gewerkschaft. Von 1924 bis 1939 lehrte er als Professor für Aufbereitungskunde und Bergbaukunde an der Bergakademie Freiberg und Direktor des Instituts für Aufbereitung und Bergbaukunde. 1927 konnte ein nach Madels Plänen gestaltetes Aufbereitungslabor in Betrieb genommen. Von 1935 bis 1937 war er der Rektor, obwohl Madel kein Nationalsozialist war. Seine Wahl sollte einen Kandidaten der NSDAP verhindern. Er hat im November 1933 das Bekenntnis der deutschen Professoren zu Adolf Hitler unterzeichnet. Madel fiel als Offizier der Wehrmacht nach einer Verwundung in den ersten Tagen des Polenfeldzuges. Sein Nachfolger Werner Gründer (1902–1962) ist mit Wirkung vom 1. April 1942 als Professor für Aufbereitungskunde und Direktor des Institutes für Aufbereitung und Bergbaukunde berufen worden.

## Schriften
- Berg- und Aufbereitungstechnik (Grundlagen zum Entwerfen von Bergwerks- und Aufbereitungsanlagen, einschließlich Anlagen in der Industrie der Steine und Erden), hrsg. von K. Kegel u. Johannes Madel, Knapp, Halle
- Mitarb.: Der Chemie-Ingenieur, Handbuch, Bd. I, Teil II, Leipzig 1933